# Грабоваць (Шестановаць)
Грабоваць (хорв. Grabovac) — населений пункт у Хорватії, у Сплітсько-Далматинській жупанії у складі громади Шестановаць.

## Населення
Населення за даними перепису 2011 року становило 372 осіб.
Динаміка чисельності населення поселення:

## Клімат
Середня річна температура становить 12,81 °C, середня максимальна – 26,27 °C, а середня мінімальна – -0,39 °C. Середня річна кількість опадів – 906 мм.
| Клімат поселення                              | Клімат поселення | Клімат поселення | Клімат поселення | Клімат поселення | Клімат поселення | Клімат поселення | Клімат поселення | Клімат поселення | Клімат поселення | Клімат поселення | Клімат поселення | Клімат поселення | Клімат поселення |
| Показник                                      | Січ.             | Лют.             | Бер.             | Квіт.            | Трав.            | Черв.            | Лип.             | Серп.            | Вер.             | Жовт.            | Лист.            | Груд.            |                  |
| Середній максимум, °C                         | 8,18             | 8,69             | 11,84            | 15,60            | 20,34            | 24,39            | 26,27            | 26,17            | 21,46            | 17,10            | 12,04            | 9,06             |                  |
| Середня температура, °C                       | 3,90             | 4,40             | 7,55             | 11,31            | 16,05            | 20,10            | 22,66            | 22,56            | 17,86            | 13,51            | 8,43             | 5,46             |                  |
| Середній мінімум, °C                          | −0,39            | 0,11             | 3,27             | 7,03             | 11,77            | 15,82            | 19,06            | 18,95            | 14,24            | 9,89             | 4,83             | 1,85             |                  |
| Норма опадів, мм                              | 79               | 69               | 73               | 77               | 62               | 59               | 40               | 54               | 76               | 100              | 117              | 100              |                  |
| Середньомісячна швидкість вітру, м/с          | 3.00             | 3.34             | 3.42             | 3.13             | 2.78             | 2.52             | 2.52             | 2.38             | 2.68             | 2.80             | 3.39             | 3.44             |                  |
| Середньомісячна сонячна радіація, кДж/м²·день | 5567             | 8281             | 11929            | 16198            | 19921            | 22580            | 24444            | 21579            | 16066            | 10529            | 6050             | 4738             |                  |
| --------------------------------------------- | ---------------- | ---------------- | ---------------- | ---------------- | ---------------- | ---------------- | ---------------- | ---------------- | ---------------- | ---------------- | ---------------- | ---------------- | ---------------- |
| Джерело:                                      |                  |                  |                  |                  |                  |                  |                  |                  |                  |                  |                  |                  |                  |